# Honneponnetje
Honneponnetje is een Nederlandse film uit 1988 geregisseerd door Ruud van Hemert die ook het scenario schreef. Deze romantische komedie gaat over een naïeve rijkeluisdochter die uit een kloosterinternaat ontsnapt om de liefde te ontdekken. De film heeft als internationale titel Honeybun of Sweetheart.

## Verhaal
De jonge tienerdochter Honneponnetje zit op een strenge katholieke meisjesschool. De meisjes worden onwetend gehouden op het gebied van seksualiteit en mogen zelfs hun eigen lichaam niet zien, maar onder hen circuleert een liefdesroman en wanneer Honneponnetje deze leest besluit ze op haar zestiende verjaardag te ontsnappen en naar de stad te trekken om te ontdekken wat seks is. Tijdens haar avontuur wordt duidelijk dat ze totaal wereldvreemd is. Zo heeft ze niet eens door dat ze een auto steelt van een vieze man die haar een lift aanbood en in de stad wordt ze meteen bestolen van haar spaargeld. De ouders van Honneponnetje denken intussen dat ze ontvoerd is maar moeder overste heeft haar bedenkingen als ze het romannetje ziet. Ze houdt dit voor zich omdat het losgeld wellicht voor de verbouwing van het klooster gebruikt kan worden.
In de stad komt Honneponnetje in aanraking met de student Harry. Ze slaapt bij hem en vraagt hem wat liefde en seks zijn waar hij niet op in gaat. De volgende dag wordt ze alleen wakker en de hospita zet haar eruit met de mededeling "Het is hier geen bordeel." Op straat wordt ze aangesproken door de assistente van filmregisseur Apollo Romansky. In zijn appartement probeert hij haar te verleiden in de vorm van een auditie. Als de ouders van Honneponnetje op televisie verschijnen bedenkt ze dat ze geld nodig heeft. Ze belt haar vader en vraagt om 500 wat iedereen opvat als een losgeld van 500.000 gulden.
Later komt Honneponnetje op straat Harry weer tegen en hij legt haar in de tram uit wat seks is. Hierna gaat Honneponnetje naar de bank van haar vader om het geld op te halen waar de politie paraat staat. Een meegereden Arabier neemt het geld in ontvangst. In een ijssalon wil Honneponnetje betalen met een biljet van duizend gulden maar Harry moet het biljet eerst in een bank wisselen waarna hij wordt opgepakt. Honneponnetje boekt een kamer in een hotel. Nu komen alle personages bij elkaar op het politiebureau en de politie-inspecteur wordt helemaal gek. Honneponnetje ziet op televisie wat er aan de hand is, belt de politie en komt naar het bureau. Het losgeld heeft ze in een kussensloop verstopt en dit wordt door de schoonmakers in de wasmachine gegooid.
Eenmaal terug in het internaat bedrijft ze de liefde met Harry en vertelt de andere meisjes hoe fijn dit is waarna ze allemaal ontsnappen. Een van de zusters komt uit voor haar gevoelens als lesbienne en gaat er met de taxichauffeuse vandoor.

## Rolverdeling
| Acteur              | Personage                       |
| ------------------- | ------------------------------- |
| Nada van Nie        | Honneponnetje                   |
| Marc Hazewinkel     | Harry                           |
| Hans Man in 't Veld | Evert, vader van Honneponnetje  |
| Marijke Merckens    | Gerda, moeder van Honneponnetje |
| Coen Flink          | Desiderius                      |
| Herbert Flack       | Apollo Romansky                 |
| Nora Kretz          | Moeder Overste                  |
| Annette Nijder      | Soeur Francisca                 |
| Linda Krijgsman     | Soeur Petronella                |
| Jacqueline Blom     | Soeur John Gielgud              |
| Jette van der Meij  | Taxichauffeuse                  |
| Sacco van der Made  | Tuinman                         |

## Productie
Tatjana Šimić werd door Van Hemert gevraagd voor de rol van Honneponnetje, maar zij weigerde omdat het wederom een rol was - na de film Flodder - waarin zij uit de kleren moest gaan. Ellen ten Damme deed auditie voor de hoofdrol maar werd afgewezen. Ze zong wel de titelsong Trust In A Feeling.
Voor de film werden opnamen gemaakt in de Abdij van Bonne-Espérance in het Belgische Vellereille-les-Brayeux.

## Trivia
- De film kreeg meer dan 300.000 bezoekers maar kwam toch te boek te staan als slechte film. Dit betekende voor de regisseur, Ruud van Hemert, dat hij dertien jaar niet meer aan de bak kwam.
- De film kent nogal wat running gags zoals steeds weer gestolen fietsen, een motoragent die bij achtervolgingen achterop botst en mensen die de hele tijd "Nondeju" of "Ik word gek" zeggen. Honneponnetje wordt voortdurend nagefloten en fietsers vallen van hun fiets als ze haar zien. De oplettende kijker ziet ook steeds op de achtergrond gekke gebeurtenissen en raar aangeklede figuranten.
- Het personage Apollo Romansky was een knipoog naar Roman Polański. Het personage Apollo maakte zich, net als Roman Polański, schuldig aan misbruik van jonge meisjes.
- Het plot kent enige gelijkenis met de roman Tjeempie! of Liesje in luiletterland van Remco Campert uit 1968.
- In de film klopt een aantal zaken niet. Als Honneponnetje bijvoorbeeld uit het klooster ontsnapt, kleedt ze zich om in sexy kleren, maar het is niet duidelijk hoe ze hier aan komt.
- Jette van der Meij, die later bekend werd als GTST-actrice, speelde in haar jonge jaren de rol als taxichauffeuse in deze film.

1896-1909 · 1910-19 · 1920-29 · 1930-39 · 1940-49 · 1950-59 · 1960-69 · 1970-79 · 1980-89 · 1990-99 · 2000-09 · 2010-19
· 2020-29